# 나인 하프 위크 2
《나인 하프 위크 2》(Love In Paris)는 미국에서 제작된 앤 구서드 감독의 1997년 드라마, 멜로/로맨스 영화이다. 1986년 영화 나의 하프 위크의 후속작이다. 미키 루크 등이 주연으로 출연하였고 스테판 아렌버그 등이 제작에 참여하였다. 이 시퀄은 미국에서 홈 비디오로 출시되었으며 감독 -  여주인공이 바뀐 탓인지 그다지 좋은 평가를 받지 못했다.
한편, 해당 영화의 국내 배급사였던  영프로덕션은 제작-투자한 극장용 애니메이션 《헝그리 베스트 5》가 흥행에 실패한 데다 해당 작품 등 수입작도 이렇다할 성과를 얻지 못했고 급기야 모체 계몽사의 부도 때문에 1998년 1월 문을 닫았다.

## 출연

### 주연
- 미키 루크
- 아가시 데 라 폰테인
- 앤지 에버하트

### 조연
- 스티븐 버코프
- 더그레이 스콧
- 베르너 슈라이어

## 기타
- 미술: 로버트 드 비코